# Tiff Needell
Tiff Needell (n. 29 octombrie 1951) este un fost pilot englez de Formula 1 care a evoluat în Campionatul Mondial în sezonul 1980, actualmente este jurnalist de televiziune.
1. ↑  Timothy Richard Needell, The Peerage
2. 1 2  The Peerage